# Les Angles-sur-Corrèze
Les Angles-sur-Corrèze è un comune francese di 110 abitanti situato nel dipartimento della Corrèze nella regione della Nuova Aquitania.

## Società

### Evoluzione demografica
Abitanti censiti